# Kočovce
Kočovce és un poble i municipi d'Eslovàquia que es troba a la regió de Trenčín.

## Història
La primera menció escrita de la vila es remunta al 1321.

## Demografia
| Godina             | 1994 | 2004   | 2014   | 2024    |
| ------------------ | ---- | ------ | ------ | ------- |
| Nombre de persones | 1359 | 1399   | 1501   | 1845    |
| Diferència         |      | +2,94% | +7,29% | +22,91% |

| Godina             | 2023 | 2024   |
| ------------------ | ---- | ------ |
| Nombre de persones | 1795 | 1845   |
| Diferència         |      | +2,78% |